# Cuarta

Muestra de música partitura de Antonio Caldara missa solemnis (agnus dei) creación propia fecha 10/10/2006 Autor: Driante

Se denomina cuarta al intervalo de cuatro grados entre dos notas de la escala musical.
Existen diferentes tipos de cuartas:
- Disminuidas: se producen cuando hay dos tonos de distancia entre las dos notas.
  - Las cuartas disminuidas tienen la misma longitud tonal que una tercera mayor.
  - Por ejemplo, la cuarta disminuida de do  a fa bemol:

- Justas: se producen cuando hay dos tonos y un semitono de distancia entre las dos notas.
  - Las cuartas justas tienen la misma longitud tonal que una tercera aumentada.
  - Por ejemplo, la cuarta justa de do  a fa:

- Aumentadas: se producen cuando hay tres tonos de distancia entre las dos notas (a estos se les suele llamar tritonos)
  - Las cuartas aumentadas tienen la misma longitud tonal que una quinta disminuida.
  - Por ejemplo, la cuarta aumentada de do  a fa sostenido:

Una cuarta más una quinta da un intervalo de una octava. Por esa razón, la cuarta y la quinta son complementarias: un intervalo ascendente de una cuarta llega a la misma nota que un intervalo descendente de una quinta.
Si un intervalo de cuarta es invertido se convierte en una quinta.
- Datos: Q267984
- Multimedia: Fourths / Q267984